# Campeonato Europeo de Curling Femenino de 2003
El XXIX Campeonato Europeo de Curling Femenino se celebró en Courmayeur (Italia) entre el 5 y el 13 de diciembre de 2003 bajo la organización de la Federación Mundial de Curling (WCF) y la Federación Italia de Curling.

## Tabla de posiciones
| Pos | Equipo          | G | P | G–P |
| --- | --------------- | - | - | --- |
| 1   | Suecia          | 9 | 0 | –   |
| 2   | Dinamarca       | 6 | 3 | 2–0 |
| 3   | Suiza           | 6 | 3 | 1–1 |
| 4   | Escocia         | 6 | 3 | 0–2 |
| 5   | Italia          | 5 | 4 | 1–0 |
| 6   | Noruega         | 5 | 4 | 0–1 |
| 7   | Alemania        | 4 | 5 | –   |
| 8   | Rusia           | 3 | 6 | –   |
| 9   | República Checa | 1 | 8 | –   |
| 10  | Inglaterra      | 0 | 9 | –   |

## Cuadro final
|  | Semifinales | Semifinales |   |         | Final        | Final |  |
|  |             |             |   |         |              |       |  |
|  |             |             |   |         |              |       |  |
|  | Suecia      | 9           |   |         |              |       |  |
|  | Escocia     | 3           |   |         |              |       |  |
|  |             |             |   |         |              |       |  |
|  |             |             |   |         |              |       |  |
|  |             |             |   |         | Suecia       | 7     |  |
|  |             | Suiza       | 6 |         |              |       |  |
|  |             |             |   |         |              |       |  |
|  |             |             |   |         |              |       |  |
|  |             |             |   |         | Tercer lugar |       |  |
|  |             |             |   |         |              |       |  |
|  | Dinamarca   | 5           |   | Escocia | 4            |       |  |
|  | Suiza       | 6           |   |         | Dinamarca    | 5     |  |